# مارتیروس غریمتسی
مارتیروس غریمتسی (ارمنی: Մարտիրոս Ղրիմեցի; انگلیسی: Martiros of Crimea؛ زادهٔ حدود ۱۶۲۰ - درگذشته ۱۶۸۳) یک نویسنده، شاعر، تاریخ‌نگار و کشیش اهل ارمنستان در سده هفدهم میلادی بود. وی به خاطر آثار طنزگونه اش شناخته می‌شود.